# Winifred Goldring
Winifred Goldring  (* 1. Februar 1888 in Kenwood (Albany); † 30. Januar 1971 in Albany (New York)) war eine US-amerikanische Paläontologin, Paläobotanikerin und erste Frau in den USA, die in einem Bundesstaat Staats-Paläontologin wurde.  

## Leben
Goldring war die Tochter eines Gärtners (der aus England kam, wo er Orchideen-Gärtner in Kew Gardens war) und studierte am Wellesley College mit dem Bachelor-Abschluss in Geologie 1909 und dem Master-Abschluss 1912. Danach war sie Instructor für Geologie am Wellesley College und außerdem an der Bostoner Lehrerhochschule. 1913 studierte sie bei Amadeus Grabau an der Columbia University. 1914 wurde sie Mitarbeiterin am New York State Museum in Albany. 1915 wurde sie Assistenz-Paläontologin und begann ihre Studien von fossilen Seelilien des Devon aus dem Staat New York. 1921 belegte sie auch Kurse in Paläobotanik an der Johns Hopkins University bei Edward W. Berry und wurde mit der Bearbeitung des versteinerten Waldes von Samenfarnen aus dem Devon von Gilboa beauftragt, der bei Dammbauarbeiten Anfang der 1920er Jahre entdeckt wurde. Sie beschrieb auch die kambrischen Stromatolithen im Petrified Sea Garden bei Saratoga Springs (New York) (1924).
1920 wurde sie am Museum Associate Paleontologist, war 1925 bis 1928 Paläobotanikerin, dann wieder Associate Paleontologist, 1932 Assistant State Paleontologist und 1939 State Paleontologist von New York. 
Sie  erstbeschrieb Eospermatopteris (siehe Pseudosporochnales).
1949 war sie Präsidentin der Paleontological Society (als erste Frau) und 1950 Vizepräsidentin der Geological Society of America.

## Schriften
- The Devonian Crinoids of the State of New York, New York State Museum Memoir 16, 1923
- The Oldest Known Petrified Forest (Gilboa. New York), Smithsonian Institution. Annual Report for 1928, Washington 1929, S. 315–341
- Handbook of Paleontology for Beginners and Amateurs, Band 1: The Fossils, Albany 1929, 2. Auflage 1950
- Algal Barrier Reefs in the lower Ozarkian of New York, New York State Museum 315, 1938, S. 5–75
- Geology of the Berne Quadrangle, New York State Museum Bulletin 303, 1935
- Geology of the Coxsackie Quadrangle,  New York State Museum Bulletin, 332, 1943